# 法華寺 (福島県会津美里町)
法華寺（ほっけじ）は福島県大沼郡会津美里町にある天台宗の寺院。山号は高倉山。

## 歴史
天長年間（824年 - 833年）、弘法大師の創建と伝わる。治承4年（1180年）、後白河天皇の子・以仁王（高倉宮）が打倒平氏の挙兵を図った際、それに随行した長沢常春に念持仏の観音像を下賜し、それを安置したことから高倉観音（たかくらかんのん）と呼んだとされ、これに合わせて山号を丸山から高倉山に改めたと言う。また、元々は山の西麓にあったが、正保年間（1645年 - 1648年）に南西の山麓へとに移され、更に元文4年（1739年）に現在の南側中腹に移されたという。
現在は圓通寺の管理となっている。十一面観音を安置し集落を見下ろすように建つ観音堂は会津三十三観音の23番札所として信仰を集める。